# 天主教馬斯溫戈教區
天主教馬斯溫戈教區 （拉丁語：Dioecesis Masvingensis）是津巴布韋一個羅馬天主教教區，屬布拉瓦約總教區。
教區成立於1999年2月9日，位於該國東南部，2004年有教友181,234人（佔轄區總人口13.8%）、十九個堂區、卅六名司鐸。現任教區主教為迈克尔·蒂克松·巴赫塞。